# Sông Kôn (Quảng Nam)
Sông Kôn hay Sông Côn là một phụ lưu cấp 1 của sông Vu Gia trong hệ thống sông Thu Bồn, chảy ở các huyện Đông Giang và Đại Lộc, tỉnh Quảng Nam, Việt Nam.
Trên một số văn liệu, kể cả bản "Danh mục lưu vực sông nội tỉnh", đã dùng tên Sông Con thay cho Sông Côn.

## Dòng chảy
Sông Kôn bắt nguồn từ vùng núi cao trên 1.500 m ở phần bắc xã Sông Kôn giáp với huyện Phú Lộc Thành phố Huế với điểm cao nổi bật là Núi Mang cao 1.708 m, có toạ độ: 16°3′26″B 107°49′3″Đ / 16,05722°B 107,8175°Đ.
Sông chảy về hướng nam, qua các xã Sông Kôn, Jơ Ngây, A Ting huyện Đông Giang. Đến thôn Tu Núc xã Ka Dăng thì chuyển hướng đông, sang vùng xã Đại Lãnh huyện Đại Lộc. Tại đây sông Kôn tiếp nhận dòng sông Vàng, là sông cũng bắt nguồn từ phía đông huyện Đông Giang.
Tại xã Đại Lãnh sông Kôn đổ vào sông Vu Gia.

## Thủy điện
Thủy điện Sông Kôn 2 có công suất 60 MW, được xây dựng trên dòng sông Kôn tại huyện Đông Giang. Đơn vị chủ quản là Công ty CP Thủy điện Geruco Sông Kôn. Công trình có dạng 2 bậc hồ nước, gồm hồ trữ nước có đập ngăn dòng tại thôn Bút Tưa xã Sông Kôn, và hồ chính có đập ngăn dòng tại thôn Kiên xã Jơ Ngây 15°56′15″B 107°48′18″Đ / 15,9375°B 107,805°Đ.
Nước từ hồ chính dẫn qua hầm dài cỡ 6 km tới nhà máy ở thôn A Chôm xã Ka Dăng. Giải pháp hai bậc hồ được xem là thích hợp để tránh làm ngập lụt cho vùng thung lũng trù phú dọc quốc lộ 14G (trước đây gọi là tỉnh lộ 604) ở các xã Sông Kôn, Jơ Ngây, A Ting thuộc huyện Đông Giang.
Việc dâng mực nước ở hồ có đường hầm dẫn nước sẽ làm nâng công suất phát điện. Sự hấp dẫn này đưa đến việc Công ty Thủy điện Geruco Sông Kôn liên tục tìm cách nâng mực nước bằng các xảo thuật ở đập tràn. Khi đập tràn cao thêm 1 m bằng cách lắp đặt lên thân đập hệ thống van lật bằng sắt tấm, thì lượng nước trong lòng hồ tăng gần 1 triệu mét khối. Nó đem lại cho nhà máy khoảng 10 tỉ đồng/năm, nhưng lại khiến cho hơn 108.000 m² đất sản xuất của người dân các xã trong lưu vực bị ngập nặng. Đồng thời còn tiềm ẩn nguy cơ tác động xấu đến môi trường, ảnh hưởng an toàn đập, quy trình vận hành hồ chứa. Nó buộc chính quyền phải can thiệp .